# Шеффкнехт, Адольф
Адольф Шеффкнехт (нем. Adolf Scheffknecht, 4 октября 1914, Брегенц — 11 сентября 1941, Западная Лица) — австрийский гимнаст. Участник летних Олимпийских игр 1936 года.

## Биография
Адольф Шеффкнехт родился 4 октября 1914 года в городе Брегенц в Австро-Венгрии (сейчас в Австрии).
В 1936 году вошёл в состав сборной Австрии на летних Олимпийских играх в Берлине. Выступал в соревнованиях по спортивной гимнастике. В личном многоборье занял 87-е место, набрав 85,067 балла и уступив 28,033 балла завоевавшему золотую медаль Альфреду Шварцману из Германии. В командном многоборье сборная Австрии, за которую также выступали Готфрид Херман, Карл Паннос, Август Штурм, Пиус Холленштайн, Леопольд Редль, Франц Свобода и Роберт Пранц, заняла 11-е место. Австрийцы набрали 545,533 балла, уступив 111,897 балла завоевавшей золото сборной Германии.
Участвовал во Второй мировой войне на стороне Германии. Сражался на Восточном фронте.
Убит 11 сентября 1941 года в селе Западная Лица Мурманской области. Похоронен на немецком военном кладбище в посёлке Печенга Мурманской области.